# Centrale termoelettrica Marzocco

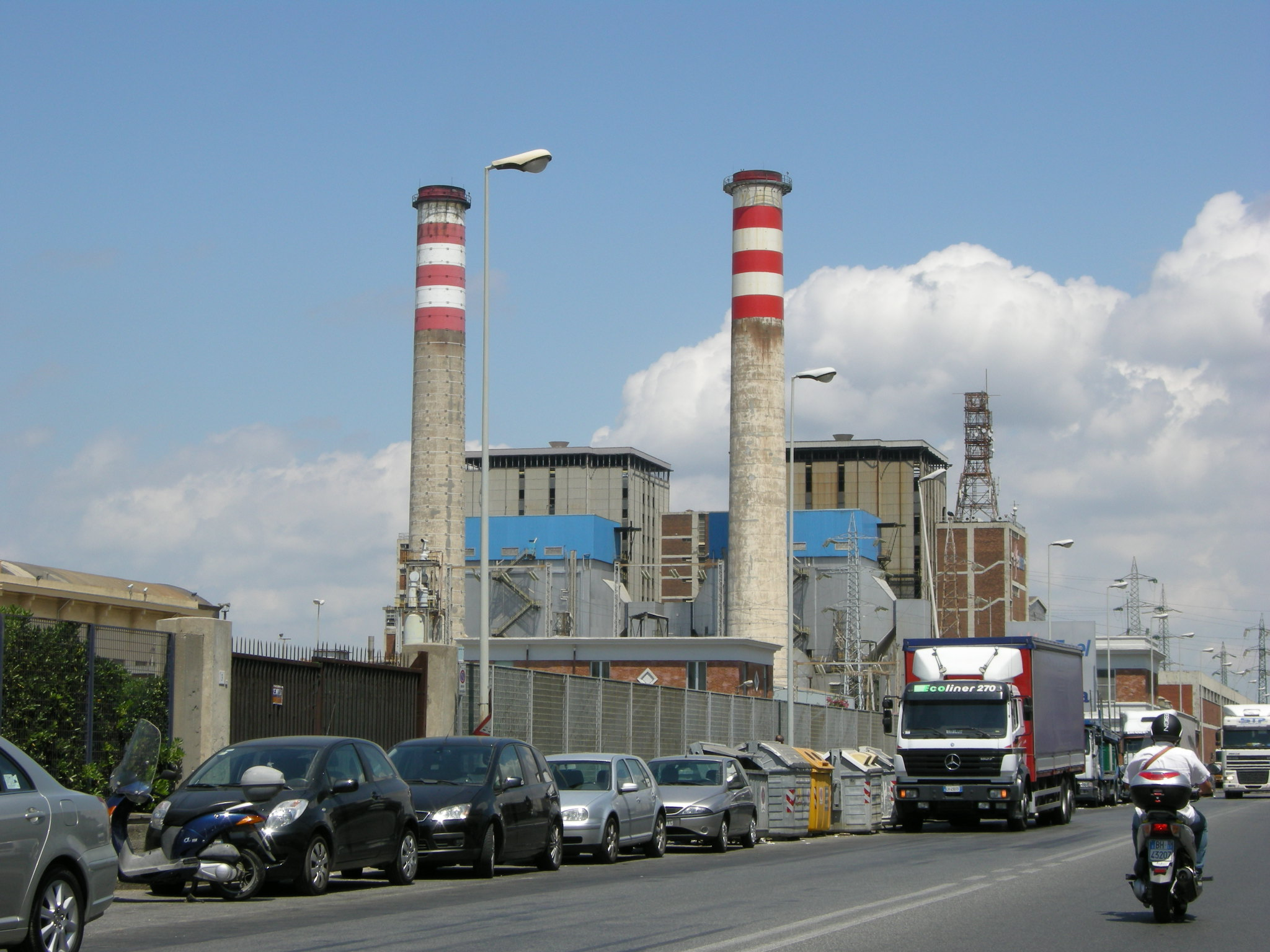
Centrale termoelettrica Marzocco

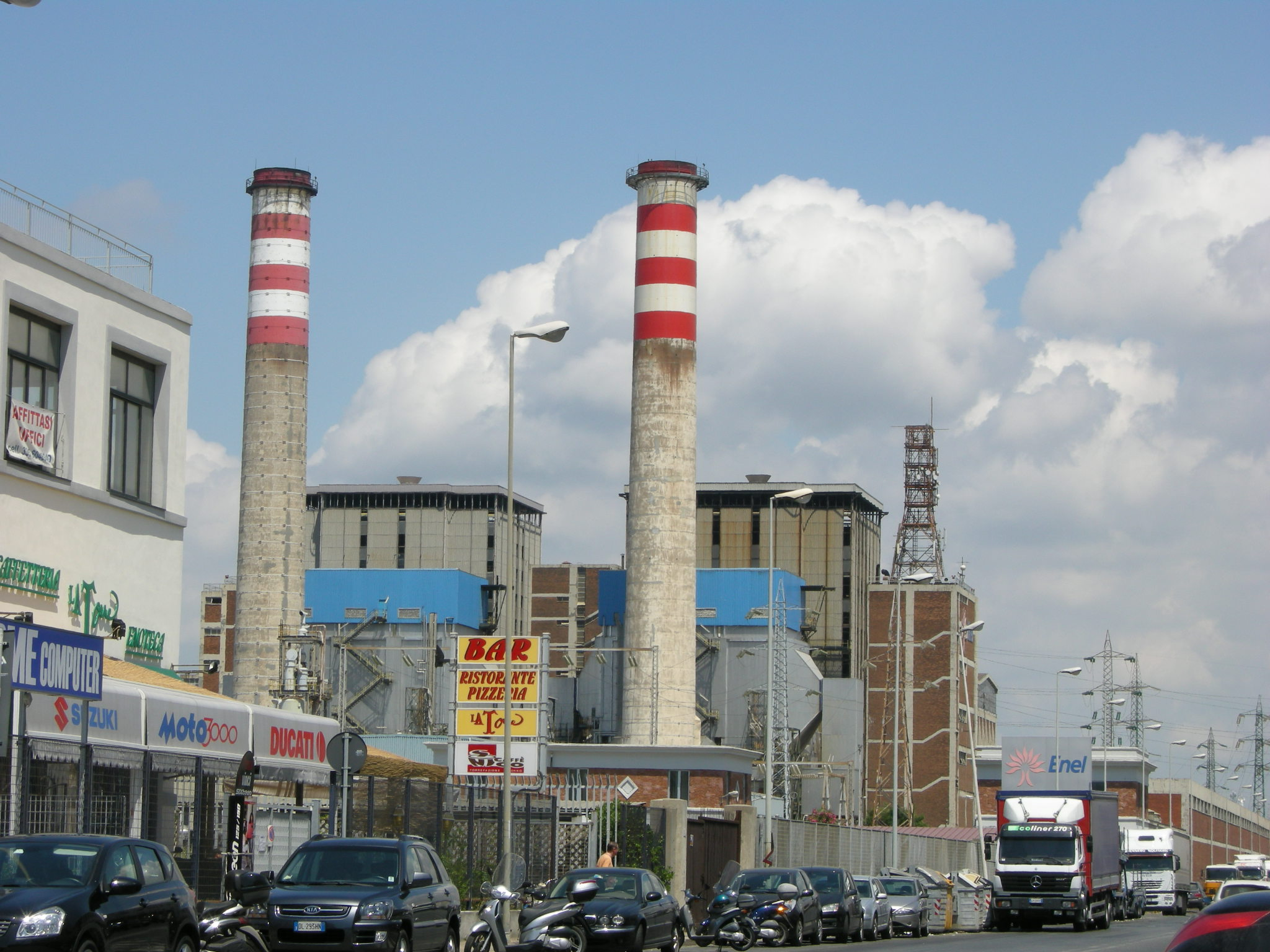
Centrale termoelettrica Marzocco

La centrale termoelettrica Marzocco è un'ex centrale per la produzione di energia elettrica sita a Livorno, alle spalle del porto industriale della città.
Sorta sul sito di una preesistente centrale, fu progettata dal celebre Riccardo Morandi, autore di altri impianti analoghi in Italia; il nome del complesso industriale deriva da quello della vicina Torre del Marzocco, costruita nel XV secolo a breve distanza dalla più antica Torre del Magnale.
La centrale, gestita oggi dalla società Enel, funzionava ad olio combustibile ed era caratterizzata da una potenza produttiva di 310 MW elettrici.
Dopo aver operato a regime produttivo ridotto e in particolari momenti di crisi energetica fino al 2012, dall'anno 2014 la centrale ha cessato completamente l'attività produttiva. Nell'ambito di un piano di riorganizzazione del parco delle centrali termoelettriche ENEL, è stata dichiarata definitivamente fuori servizio a marzo 2015. Fino agli ultimi mesi del 2015, all'interno dell'area della centrale erano operative anche l'area sperimentale di Enel Ricerca e l'IFRF, Fondazione Internazionale di Ricerca sulla Combustione, che svolgevano attività di ricerca sulla riduzione dell'impatto ambientale di impianti a fonti convenzionali e sui sistemi di storage di energia elettrica e reti intelligenti. Nel 2016 sono iniziate le procedure di vendita dell'intero sito, ma nel corso del 2019 sono state avviate nuove valutazioni strategiche interne sulla eventuale destinazione ad usi produttivi diversi dopo la riqualificazione dell’impianto.

## Storia
Nel 1959 la Selt-Valdarno, poi Enel, commissionò a Riccardo Morandi il progetto di una centrale termoelettrica capace di soddisfare il fabbisogno energetico di buona parte delle province livornese e pisana.
L'ingegnere romano si avvalse, per la progettazione tecnologica e la fornitura dei materiali, dell'impresa svizzera BBC Brown Boveri Ltd di Baden, e venne coadiuvato da alcuni tecnici della committenza.
I lavori furono avviati nel 1960 e conclusi in poco più di due anni: il primo gruppo termoelettrico entrò ufficialmente in servizio il 6 maggio del 1963.
Il complesso, sorto nell'area di una preesistente centrale attiva sin dal 1907, fu concluso in ogni sua parte nel 1965.

## Descrizione
La centrale è situata nell'area industriale di Livorno, a nord del centro cittadino e attigua al porto industriale, in un ampio lotto delimitato, a est, da via Salvatore Orlando (un importante asse di collegamento della città con il sistema autostradale) e, a ovest, dal canale della darsena.
Il complesso costituisce una rilevante emergenza nel circostante paesaggio, interamente costituito da opifici e attrezzature industriali e portuali, grazie soprattutto alla mole svettante delle due ciminiere, alte circa ottanta metri.
Il complesso progettato da Morandi, a sud del quale è situata la suddetta vecchia centrale (oggi sottoposta a vincolo), si articola nella centrale vera e propria e in alcuni annessi (gli uffici, le officine, il magazzino, il portierato) attestati in prossimità del muro di cinta e articolati lungo l'asse longitudinale, sottolineato, all'epoca della costruzione e per molti anni a seguire, dalla presenza di un viale di pini.
La centrale termoelettrica si compone di diversi elementi: a nord e a ovest del lotto sono rispettivamente situate la stazione di trasformazione ed il deposito degli oli, al centro la centrale vera e propria e, adiacenti alla via esterna, i due padiglioni dell'accesso e del portierato e il complesso longitudinale degli uffici (quest'ultimo, su due piani fuori terra ed in laterizio e cemento armato, è stato realizzato negli anni ottanta dai tecnici dell'ENEL secondo il lessico morandiano dell'attigua centrale).
La centrale si articola a sua volta in diversi nuclei, differenziati nel trattamento architettonico e strutturale, ma omogeneizzati dalla valenza stereometrica dei volumi, articolati come semplici parallelepipedi, a unica eccezione delle due svettanti ciminiere dalla forma tronco-conica. Elemento centrale dell'edificio è il corpo della sala macchine, disposto ortogonalmente rispetto all'asse della Via Orlando, attorno al quale si aggregano, a nord, il volume della sala quadri e, a sud quello dei silos, su cui a loro volta si articolano, specularmente rispetto all'asse centrale di simmetria, le due caldaie e le due ciminiere.
Il paramento murario si differenzia a seconda del carattere, architettonico o tecnologico, dei nuclei: mentre i due corpi delle caldaie (a combustione di olio pesante previste per poter bruciare anche carbone polverizzato) sono "appese" ad altrettante gabbie di acciaio rivestite da un involucro in fibrocemento, i volumi della sala macchine, del comando e del silos-servizi (tutti a pianta rettangolare e rispettivamente su diversi piani) sono caratterizzati dal paramento in laterizio (mattoni pisani fatti a mano) da cui risaltano i telai in calcestruzzo armato.
Ugualmente differenziato è il gioco delle aperture: il corpo del comando, il più trasparente, presenta al piano terra un ampio portale vetrato e luci a nastro, ai piani primo e secondo luci a nastro ed all'ultimo, dove sono posizionate le sale del comando termico ed elettrico, finestrature ampie quanto l'interasse dei pilastri; l'edificio delle turbine presenta una muratura compatta e cieca dal quale risalta la fascia vetrata continua del sottogronda; il silos dei servizi presenta luci a nastro di taglio verticale, in corrispondenza dei vani scale, e orizzontali. I due volumi delle caldaie sono invece scanditi dai ricorsi verticali della pannellatura in fibrocemento alternati ai nastri verticali delle finestre che corrono ininterrotti sino alla copertura.
Relativamente agli interni, l'edificio principale della centrale presenta, al piano terra e al primo piano, i locali destinati ai servizi ausiliari e a una quota intermedia un unico grande vano rettangolare (al centro del quale sono collocate le due turbine e i due turbo generatori vincolati su speciali supporti), connotato dalla scansione ritmica dei pilastri e delle travi in cemento armato che sostengono le vie di corsa dei due carri ponte della portata di 100 tonnellate ciascuno.
All'ultimo piano dell'edificio principale è presente un'ampia terrazza dalla quale si possono osservare tutti gli edifici di centrale nonché l'intera struttura del porto circostante.
L'edificio silos e servizi contiene le tramogge per l'eventuale funzionamento a carbone e, al centro e i lati, i tre corpi di collegamento verticale con scale a due rampe. Il corpo del comando presenta un vasto corridoio centrale dal quale si accede agli uffici e, all'ultimo piano, ai due grandi vani delle sale di controllo.

## Architettura
Il complesso si impone sin dalla costruzione all'attenzione della critica per la capacità morandiana di coniugare ricerca strutturale e formale, quest'ultima informata al lessico purista. Morandi qui investe il problema in tutti i suoi aspetti: progettando l'intera "macchina" produttrice di energia non si limita a fornire un "contenitore", ma interpreta con estrema agevolezza e proprietà il tema, differenziando nettamente la parte "umana" dalla parte strettamente meccanica.